# European Film Awards per il miglior trucco
L'European Film Award per il miglior trucco viene assegnato al miglior truccatore dell'anno dalla European Film Academy.

## Vincitori e candidati
Per ogni truccatore viene indicato il titolo del film in italiano e il titolo originale tra parentesi.

### Anni 2010
- 2016:  Barbara Kreuzer – Land of Mine - Sotto la sabbia (Under Sandet)
- 2017:  Leendert van Nimwegen – Brimstone
- 2018:  Dalia Colli, Lorenzo Tamburini e Daniela Tartari – Dogman
- 2019:  Nadia Stacey – La favorita (The Favourite)

### Anni 2020
- 2020:  Yolanda Piña, Felix Terrero e Nacho Diaz – La trincea infinita (La trinchera infinita)
- 2021:  Flore Masson, Olivier Afonso e Antoine Mancini – Titane
- 2022:  Heike Merker – Niente di nuovo sul fronte occidentale (Im Westen nichts Neues)
- 2023:  Ana López-Puigcerver, Belén López-Puigcerver, David Martí e Montse Ribé – La società della neve (La sociedad de la nieve)
- 2024:  Evalotte Oosterop – Ljósbrot